# Qi Guangpu
Qi Guangpu (n. 20 octombrie 1990, Pei County⁠(d), Jiangsu, Republica Populară Chineză) este un sportiv ce a reprezentat Republica Populară Chineză, medaliat olimpic. A participat la 3 ediții ale Jocurilor Olimpice (2010, 2014, 2022) în care a câștigat o medalie de aur și o medalie de argint.